# Box-office Italie 1957-1958
Cet article traite du box-office de la saison cinématographique 1957-1958 en Italie.

## Les 20 premiers
Les films sont classés selon les recettes réelles de la Société italienne des auteurs et éditeurs (SIAE, Società Italiana degli Autori ed Editori), fournies par les volumes Platea in piedi exprimées en lires italiennes,,. Lorsque les données SIAE pour le nombre d'entrées ne sont pas disponibles, les recettes réelles ont été divisées par le prix moyen du billet estimé à 149 lires en 1957-58.
Pour certains titres étrangers, les données SIAE ne sont pas disponibles, la position dans le classement est obtenue sur la base des données disponibles auprès du Giornale dello spettacolo,.
| Rang | Titre                                   | Pays                                                                        | Réalisateur                | Recettes Italie (lires) | Entrées Italie |
| ---- | --------------------------------------- | --------------------------------------------------------------------------- | -------------------------- | ----------------------- | -------------- |
| 1    | Les Dix Commandements                   | Drapeau des États-Unis                                                      | Cecil B. DeMille           | 2 500 000 000           | 16 800 000     |
| 2    | Les Plaisirs de l'enfer                 | Drapeau des États-Unis                                                      | Mark Robson                |                         |                |
| 3    | Le Pont de la rivière Kwaï              | Drapeau des États-Unis · Drapeau du Royaume-Uni                             | David Lean                 |                         |                |
| 4    | Sayonara                                | Drapeau des États-Unis                                                      | Joshua Logan               |                         |                |
| 5    | L'Adieu aux armes                       | Drapeau des États-Unis                                                      | Charles Vidor              |                         |                |
| 6    | Le Bal des maudits                      | Drapeau des États-Unis                                                      | Edward Dmytryk             |                         |                |
| 7    | Les Travaux d'Hercule                   | Drapeau de l'Italie                                                         | Pietro Francisci           | 887 500 000             | 5 838 816      |
| 8    | Beaux mais pauvres                      | Drapeau de l'Italie                                                         | Dino Risi                  | 808 500 000             | 5 426 174      |
| 9    | Règlements de comptes à O.K. Corral     | Drapeau des États-Unis                                                      | John Sturges               |                         |                |
| 10   | Lazzarella                              | Drapeau de l'Italie                                                         | Carlo Ludovico Bragaglia   | 776 315 000             | 5 210 168      |
| 11   | Les Sept Collines de Rome               | Drapeau de l'Italie · Drapeau des États-Unis                                | Roy Rowland et Mario Russo | 768 800 000             | 5 159 732      |
| 12   | Barrage contre le Pacifique             | Drapeau de l'Italie · Drapeau des États-Unis                                | René Clément               | 746 451 000             | 5 009 738      |
| 13   | Le soleil se lève aussi                 | Drapeau des États-Unis                                                      | Henry King                 |                         |                |
| 14   | Vacances à Ischia                       | Drapeau de l'Italie · Drapeau de la France · Drapeau : Allemagne de l'Ouest | Mario Camerini             | 736 413 000             | 4 942 369      |
| 15   | La Loi du Seigneur                      | Drapeau des États-Unis                                                      | William Wyler              |                         | 4 700 000      |
| 16   | L'Impossible Isabelle                   | Drapeau de l'Italie                                                         | Dino Risi                  | 712 460 000             | 4 781 610      |
| 17   | Le Tour du monde en quatre-vingts jours | Drapeau des États-Unis                                                      | Michael Anderson           |                         |                |
| 18   | Maris en liberté                        | Drapeau de l'Italie                                                         | Luigi Comencini            | 689 200 000             | 4 625 503      |
| 19   | Les Feux de l'été                       | Drapeau des États-Unis                                                      | Martin Ritt                |                         |                |
| 20   | La Muraille de feu                      | Drapeau de l'Italie                                                         | Carlo Ludovico Bragaglia   | 645 400 000             | 4 331 544      |